# Phazm
Phazm est un groupe de death 'n' roll français, originaire de Nancy, en Lorraine. Phazm signe au label Osmose Productions en 2004 pour la sortie de l'album Hate at First Seed la même année. En septembre 2006, Phazm lance un deuxième album intitulé Antebellum Death 'n' Roll, aussi enregistré aux Midnight Studios pour Osmose Productions. Leur troisième album, Cornerstone of the Macabre, est publié en 2008. L'année suivante, en 2009, le groupe se sépare. 
Phazm annonce son retour en 2012 à l'initiative du chanteur Pierrick, et publie son quatrième album, Scornful of Icons, en 2016.

## Biographie

### Débuts (2003–2005)
Phazm est formé en 2003 à Nancy, en Lorraine, par les guitaristes Pierre « Pierhryck » Valence et Patrick « Pathryck » Martin,. Le groupe commence l'enregistrement d'une démo trois titres. À ces sessions, ils sont rejoints par Dyrhk (Dirk Verbeuren), puis la bassiste Olivia Scemama, ex-No Return, sera remplacé par Mahx.
Phazm signe au label Osmose Productions en 2004 pour la sortie de l'album Hate at First Seed la même année. Les chansons sont enregistrées en décembre 2003 au Danemark avec le producteur Jacob Hansen. L'album comprend aussi une reprise de la chanson Dogs de Motörhead. En janvier 2005, le groupe tourne en Europe avec Yyrkoon et Impaled Nazarene,. Verbeuren part du groupe pour se consacrer à ses autres groupes Scarve et Soilwork, et est remplacé par Cédryhk. 

### Deuxième et troisième albums (2006–2008)
En septembre 2006, Phazm lance un deuxième album intitulé Antebellum Death 'n' Roll, aussi enregistré aux Midnight Studios pour Osmose Productions. Les premiers exemplaires de l'album comprennent un DVD bonus de leurs performances à Nancy. Phazm s'associe ensuite avec Decapitated pour une tournée européenne en février 2007. Cependant, après 10 dates effectuées, le groupe est refoulé à la frontière espagnole. Ils accueillent la même année Gorgor après le départ de Cédric,.
Leur album Cornerstone of the Macabre est enregistré en février 2008 au studio Sainte-Marthe avec le producteur Francis Caste et comprend une reprise de la chanson Damage Inc. de Metallica,  est annoncé pour septembre 2008 chez Osmose Productions,. En mars 2009, le groupe annonce sa séparation. Phazm se reforme à l'occasion de VS Fest 3 avec notamment Trepalium et Gorod le 29 novembre 2009 à La Locomotive, Paris.

### Scornful of Icons(depuis 2012)
Phazm se réunit exceptionnellement pour un unique concert en première partie d'Entombed le 2 novembre à Nancy. En novembre 2012, le groupe annonce son retour officiel à l'initiative de Pierrick, et l'enregistrement d'un nouvel album. En mai 2014, le bassiste Max Nominé annonce son départ du groupe, et est remplacé par Fabien W. Furter. Ils se lancent en concert le 4 septembre 2014 à La Scène Michelet. Le 12 novembre 2014, Pierrick donne de plus amples détails sur le quatrième album du groupe. 
En janvier 2016, le groupe annonce la sortie de son nouvel album orienté black metal, chez Osmose,,. En juin 2016, ils annoncent de nouvelle dates de concert.

## Membres

### Membres actuels
- Pierrick Valence - guitare, chant (2003-2009,  depuis 2012)[6]
- Pierre Schaffner "Gorgor" - batterie (2007-2009, depuis 2012)[6]

### Anciens membres
- Dirk « Dyrkh » Verbeuren - batterie (2003-2005)[6]
- Patrick Martin - guitare rythmique (2003-2006)[6]
- Max « Maxh » Nomine - basse (2004-2009, 2012-2014)[6]
- Cédric « Cédryhk » Lickel - batterie (2005-2007)[6]
- Fabien W. Furter - basse (2014-2016)[6]